# Cartell de la Revista Pèl i Ploma
Cartell de la Revista Pèl i Ploma és una litografia de Ramon Casas Carbó, datada l'any 1899, que representa una de les portades de la revista Pèl i Ploma (1899-1903).
La litografia va ser estampada en paper a la impremta de Miquel Utrillo, amb unes dimensions de 62 x 88 cm, es troba a la Fundació Municipal Joan Abelló de Mollet del Vallès.

## Autor
Ramon Casas Carbó va estudiar a París, a principis de l'era moderna (finals segle xix principis segle XX), on va presenciar les construccions amb ferro, els moviments obrers, els grans bulevards, i la creació d'un tipus de concepte d'art,que trencava amb l'art acadèmic. En tornar a Barcelona, va participar en tres revistes diferents creant il·lustracions per cada una d'elles i fins i tot finançant-les. Aquestes revistes van ser Quatre Gats (1899), Pèl i Ploma (1899-1903) i Forma
(1904-1908), publicacions que permetien difondre i reflexionar sobre art. Casas va participar en concursos
de cartells com Codorniu o Anís del mono, on es va reconèixer la seva incursió en el cartellisme. Gràcies a la difusió d'aquests dibuixos, les obres de Ramón Casas van arribar a molts ulls dels catalans.
Durant seva trajectòria, Ramon Casas Carbó, va realitzar una sèrie de dibuixos, pintures, cartells, postals i il·lustracions, on representava la figura de la dona. La dona puritana que vivia la vida tancada en una moral religiosa, va deixar pas a una figura femenina més moderna, confiada,sofisticada, i que a l'artista li agradava representar per potenciar la feminitat, sensible i elegant. Aquesta dona està representada a la portada de la revista
Pèl i Ploma.

## Obra
La revista setmanal Pèl i Ploma, recull una sèrie de litografies de Ramon Casas Carbó, en concret la portada del 1899, que representa una litografia que va sorgir d'una pintura a l'oli que va realitzar un any abans. A l'obra, apareix una dona estirada sobre coixins verds, vestida amb un llarg vestit negre i un fulard rosa, i descriu aquella dona que Cases volia representar en les seves obres, la dona sofisticada. La dona sosté uns fulls a la mà esquerra, els quals els està mirant,mentre que a la mà dreta té una ploma i un pinzell que fan referència al nom de la revista. La ploma representa l'escriptura que recull la mateixa revista sobre l'actualitat artística, que redactava
Miquel Utrillo. El pinzell simbolitza les litografies que es troben dins la publicació, fetes per Ramon Casas Carbó. Al fons esquerre trobem el títol de la revista, i a la part inferior apareixen altres lletres que ens permeten saber el cost de la revista, 10 cèntims. Tots els subscriptors de la revista, tenien a casa seva aquest cartell.
Tant les lletres com la imatge femenina, estan realitzades mitjançant línies rectes. A més, l'elecció de la tonalitat de colors,i la simplicitat de la composició de les formes, permeten la facilitat d'arribar a tothom i comunicar el que s'ha volgut representar.